# 關山野生動物重要棲息環境
關山野生動物重要棲息環境位於臺灣花蓮縣、臺東縣境內，中央山脈主脊東側，為依據《野生動物保育法》公告之野生動物重要棲息環境。面積69,077.72公頃，屬農業部林業及自然保育署臺東分署管轄範圍達62,945公頃，為臺灣東部地區面積最大的野生動物重要棲息環境。其北方緊鄰玉山國家公園，南連雙鬼湖野生動物重要棲息環境，為臺灣中央山脈生態走廊的一環，生態地位重要。

## 範圍
關山野生動物重要棲息環境可分為四部分，包括臺東林管處管轄的國有林關山事業區第13-24、28-44林班，延平事業區第24-31林班，以及花蓮林管處管轄的秀姑巒事業區第40-44林班。有台20線南橫公路通過，在台20線154.5公里處設有向陽國家森林遊樂區，範圍達362公頃。

## 外部連結
- 《擁抱群山　樂動森林─關山野生動物重要棲息環境》 （页面存档备份，存于），林務局臺東林管處，2011年12月